# Tweede Kamerverkiezingen 2021/Kandidatenlijst/PVV
Dit is de kandidatenlijst voor de Tweede Kamerverkiezingen van 2021 van Partij voor de Vrijheid (PVV) zoals die op 5 februari 2021 werd vastgesteld door de Kiesraad.

## De lijst
- vet: verkozen
- schuin: voorkeurdrempel overschreden

1. Geert Wilders, 's-Gravenhage - 1.004.605 stemmen
2. Fleur Agema, 's-Gravenhage - 65.995
3. Gidi Markuszower, Amsterdam - 1.245
4. Léon de Jong, 's-Gravenhage - 1.991
5. Vicky Maeijer, Krimpen aan den IJssel - 2.709
6. Alexander Kops, Overasselt - 1.128
7. Martin Bosma, Amsterdam - 22.781
8. Tony van Dijck, 's-Gravenhage - 466
9. Lilian Helder, Venlo - 3.458
10. Barry Madlener, Rockanje - 532
11. Sietse Fritsma, 's-Gravenhage - 264
12. Danai van Weerdenburg, Amstelveen - 840
13. Dion Graus, Heerlen - 1.194
14. Machiel de Graaf, 's-Gravenhage - 515
15. Edgar Mulder, Zwolle - 799
16. Harm Beertema, Voorburg - 456
17. Raymond de Roon, Beek - 520
18. Marjolein Faber, Hoevelaken - 1.057
19. Roy van Aalst, Hengelo - 807
20. Emiel van Dijk, 's-Gravenhage - 176
21. Chris Jansen, Almere - 338
22. Henk de Vree, Hardinxveld-Giessendam - 247
23. Nicole Moinat, Purmerend - 871
24. Daniëlle de Winter, 's-Gravenhage - 1.022
25. Sebastiaan Stöteler, Almelo - 338
26. Hidde Heutink, Enschede - 614
27. Toon van Dijk, Almere - 288
28. Joeri Pool, Kampen - 233
29. Marco Deen, Zandvoort - 238
30. Hendrik Wakker, Urk - 558
31. René Claassen, Landgraaf - 657
32. Anthony Heeren, Pijnacker - 100
33. Maikel Boon, Bergen op Zoom - 642
34. Elmar Vlottes, Apeldoorn - 263
35. Erik Veltmeijer, Vroomshoop - 396
36. Harry van den Berg, Tilburg - 428
37. Tessa Dulfer, Papendrecht - 532
38. Thijs Klaassen, Geleen - 308
39. Peter Smitskam, Zoetermeer - 153
40. Daryl Pfoster, Buchten - 146
41. Vincent van den Born, Den Helder - 176
42. Sjors Nagtegaal, Utrecht - 299
43. Arthur van Dooren, Nieuwe Pekela - 651
44. Folkert Thiadens, Zevenhuizen - 131
45. Coen Verheij, Arnhem - 307
46. Patricia van der Kammen, Tilburg - 1.015
47. Max Aardema, Drachten - 831
48. Sebastian Kruis, 's-Gravenhage - 93
49. Robert Housmans, Born - 279
50. Gom van Strien, Arcen - 790

VVD · PVV · CDA · D66 · GroenLinks · SP · PvdA · ChristenUnie · Partij voor de Dieren · 50PLUS · SGP · DENK · FVD · BIJ1 · JA21 · Code Oranje · Volt · NIDA · Piratenpartij · LP · JONG · Splinter · BBB · NLBeter · LHK · OPRECHT · JEZUS LEEFT · TROTS · UCF · Lijst 30 · PvdE · DFP · VSN · WZNL · Modern Nederland · De Groenen · PvdR
2006 · 2010 · 2012 · 2017 · 2021 · 2023